# اسلای پارک (کالیفرنیا)
اسلای پارک (به انگلیسی: Sly Park) یک منطقهٔ مسکونی در ایالات متحده آمریکا است که در شهرستان ال دورادو، کالیفرنیا واقع شده‌است. اسلای پارک ۴۵۹ نفر جمعیت دارد و ۱٬۰۸۵ متر بالاتر از سطح دریا واقع شده‌است.